# 葡荷澳門戰役
葡荷澳門戰役可指1601年至1627年間，荷蘭五次嘗試攻佔澳門的戰役之統稱，也常特指發生在1622年（明天啟二年）6月22日至6月24日間，由荷蘭提督雷爾生統率的荷蘭海軍，共十七艘戰船，入侵由葡萄牙帝國管治的澳門，是葡荷戰爭中發生於遠東的其中一場戰役，也是五次葡荷澳門戰役中，乃至澳門至今最大的一次戰役。是次澳門葡軍獲得了完全的勝利，此後荷蘭打消佔領澳門的念頭，轉而佔領台灣。

## 背景

### 荷蘭崛起
16世紀末至17世紀初，荷蘭在尼德蘭爆發革命（八十年戰爭）後，崛起於歐洲，並反抗西班牙爭取獨立，成為海上的新霸主。1590年代，荷蘭開始在巴西及印度洋進行香料貿易，直接與西班牙-葡萄牙聯邦競爭。1602年，荷蘭東印度公司成立，成為史上第一間跨國公司及17世紀最大的商業企業。後來荷蘭人沿着葡萄牙人的航線向東擴張，來到中國。另外，由於1580年西班牙把葡萄牙吞併，攻擊葡萄牙的海外據點，可迫使西班牙分散壓制荷蘭獨立的財力和軍力。

### 明朝海禁
明朝基本上禁止海外貿易，但葡萄牙人於1553年獲得皇帝允許在澳門居住，並獲准與中國及日本進行壟斷貿易，獲得豐厚利潤。1601年(明萬曆二十九年)，荷蘭多次向明朝政府提出借地通商的要求，均被拒絕，於是計劃攻佔澳門，奪取貿易航線的據點。

### 澳門防衛真空
由於葡人來澳的目的主要為通商，初期來到澳門的葡人主要為商人，葡萄牙皇室並沒有委派專門軍隊防衛澳門。而由果阿的葡印總督委派的中日貿易船隊司令（Capitão-mor das Viagens da China e do Japão）除了保護往來葡萄牙里斯本及日本長崎的航線外，每年亦會泊經澳門一次，負責澳門的軍事及防衛，而當他離澳後，則由在澳的葡人在1560年組織的澳門議事會雛型中的地方長官（Capitão da Terra）負責軍務。但由於真正擁有兵權的是中日貿易船隊司令，一年來澳一次並不足以保護澳門。
另一方面，在明朝政府的反對下，葡人難以建造完整的炮台及城牆等防禦設施，城市防衛長期處於真空。荷蘭人發現澳門這麼重要的據點居然幾乎不設防，決定武力攻取澳門。

## 戰爭過程
於1601年至1627年間，荷蘭人先後5次入侵澳門，其中以1622年發生的一場最為重要。
1601年9月27日第一次入侵發生。荷蘭戰船阿姆斯特丹號和戈烏達號以及一隻雙桅小船出現在澳門水域，但被葡萄牙人擊退，數名荷蘭人被俘後被處死。
1604年第二次入侵發生。荷蘭艦隊司令韋麻郎率領一支艦隊，6月從馬來半島出發，7月中旬到達廣東沿岸，準備侵略澳門，但遇上颱風，把艦隊吹至澎湖列島一帶，後來被明朝福建海軍將領沈有容擊退。
1607年第三次入侵。荷蘭派出馬特里也夫艦長到澳門偵察，被葡萄牙6艘軍船趕走，1609年西班牙與荷蘭簽訂了1609年安特衛普協議，同意了長達12年的休戰協定，直至1621年屆滿，荷蘭因而暫緩對澳門發動攻擊。
1622年（明天啟二年）第四次。入侵發生在條約屆滿後的1622年，4月10日在爪哇巴達維亞荷蘭總督揚·彼得斯佐恩·庫恩命令提督雷爾生率領一支共十二艘的艦隊，其中包括了2艘英國軍艦在內，船上土兵共約1000人，準備佔領澳門。6月22日，艦隊到達澳門，發動大規模進攻，在當時仍為海灘的劏狗環（今水塘）一帶登陸，向澳門城區推進。當時葡萄牙人守兵只有約50人，連同城裏加入協助防衛的居民亦只有約150人，雙方激戰3天。至6月24日，一名耶穌會神父在當時仍是簡陋營房的大炮台上發炮，炮彈擊中荷軍軍火桶，荷軍大亂，澳門守兵乘機反攻，把荷軍擊敗。荷軍約有130名士兵陣亡，126名受傷，40人被俘（一說有300-500名士兵陣亡）。這次是澳門歷史中規模最大的一次戰鬥。
1627年，荷蘭人最後一次進犯澳門，但也以失敗告終，從此荷蘭人轉而以台灣作為主要據點。

## 戰役後續事件

### 對澳門的影響
戰役令澳門人意識到防禦真空的危險，澳門議事會要求葡萄牙政府派遣兵頭長駐澳門。1623年5月6日，葡屬印度總督以國王的名義下令，任命王室貴族馬士加路也為第一任澳門總督兼兵頭，後來更不顧明朝反對，建起城牆及完善了炮台系統。
1631年，荷蘭奪取葡屬馬六甲，切斷印度果阿至澳門的航線，澳門與果阿及里斯本的貿易變得不再安全，而逐漸衰落。

### 對其他地區之影響
戰敗於澳門後，荷蘭人轉而試圖攻佔華南其他地方，如1623年圖經維多利亞港攻打南頭城，1624年攻打澎湖等，並成功於澎湖和台灣建築要塞和炮台，建立貿易據點。後來1624年9月，明朝福建巡撫南居益與荷蘭人達成協議，荷蘭撤出澎湖，轉向大員(今台南)發展，開啟了台灣史上近四十年的荷蘭統治時期。

## 紀念

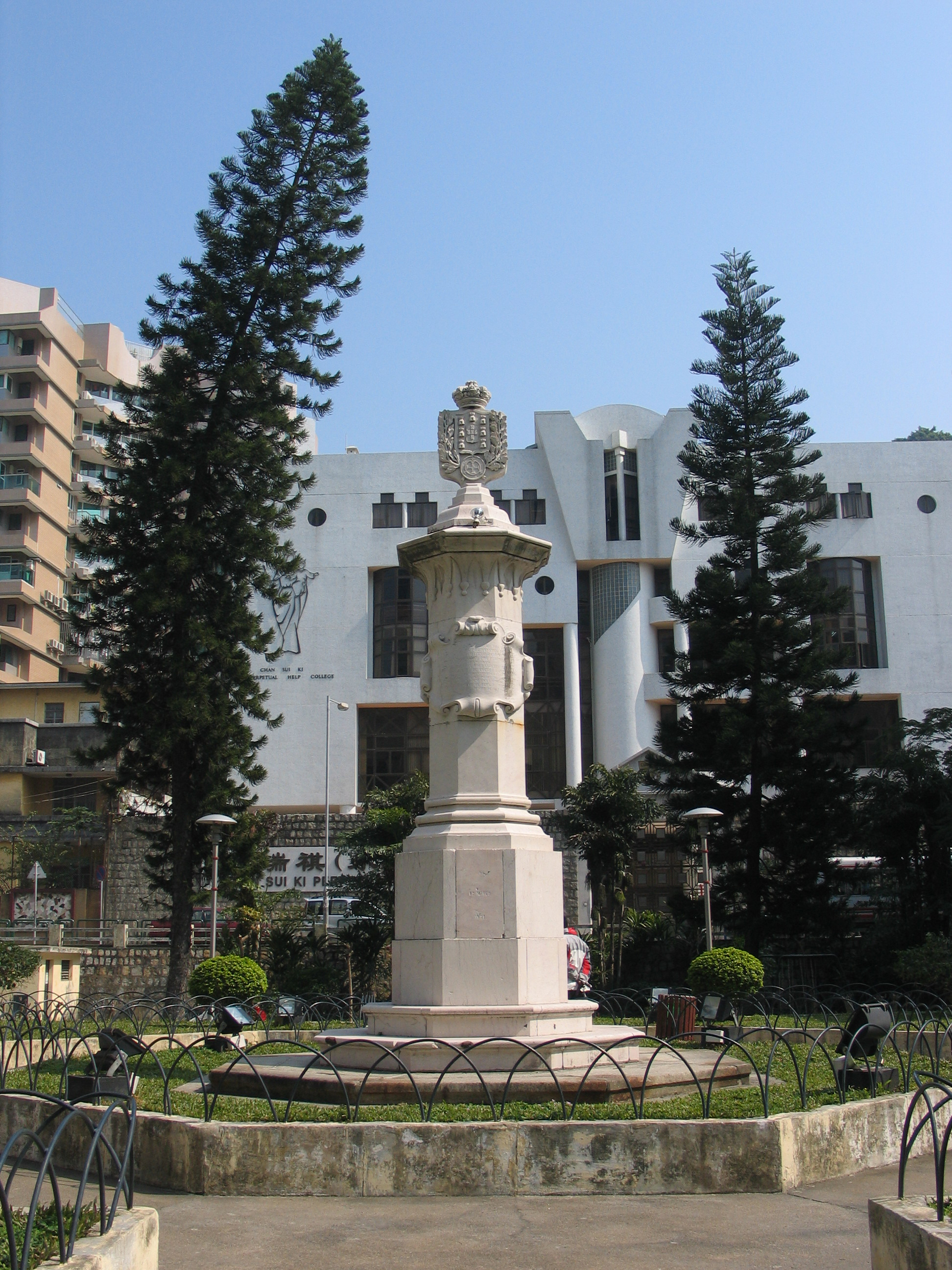
得勝花園內的戰勝荷蘭紀念碑

為紀念此戰役，葡人於1871年，在戰勝荷蘭人的地點建碑留念，該大理石碑命名為《戰勝荷蘭紀念碑》，公園亦因此命名為得勝花園。葡人亦把每年6月24日定為澳門城市日，並訂為公眾假期來慶祝。由於天主教定6月24日為聖若翰洗者日，葡人戰勝荷蘭艦隊，被視為得到聖若翰洗者幫助的奇蹟，聖若翰洗者亦被視為澳門市的主保聖人，在大炮台入口門楣上，亦刻有他的肖像作為紀念。